# Max Bentow
Max Bentow, né en 1966 à Berlin, est un écrivain allemand, auteur de plusieurs romans policiers.

## Biographie
Max Bentow naît à Berlin en 1966. Il devient acteur de théâtre puis dramaturge. En 2011, il publie le premier volume d'une série de romans policiers mettant en scène l'inspecteur de police Nils Trojan. Dans le premier tome de cette série, Der Federmann, il doit traquer un tueur en série dans les rues de Berlin. Ce livre est traduit en français par la maison d'éditions Denoël dans sa collection Sueurs froides en 2014.

## Œuvres

### Série Nils Trojan
- Der Federmann (2011) Publié en français sous le titre Piste noire, traduction de Céline Hostiou, Paris, Éditions Denoël, coll. « Sueurs froides », 2014 ; réédition Paris, Gallimard, coll. « Folio policier » no 786, 2016.
- Die Puppenmacherin (2012)
- Die Totentänzerin (2013)
- Das Hexenmädchen (2014)
- Das Dornenkind (2015)
- Der Traummacher (2016)
- Der Schmetterlingsjunge (2018)

### Thriller psychologique
- Das Porzellanmädchen (2017)
- Rotkäppchens Traum (2019)